# Shiva (cantant)
Shiva (italià: Andrea Arrigoni)  (Isola della Scala, 27 d'agost de 1999) és un raper italià. Va debutar amb l'àlbum d'estudi Tempo anima el gener de 2017. El 2020 el seu senzill "Auto blu" amb Eiffel 65 va arribar al número 1 de la llista de singles de la FIMI durant tres setmanes.

## Discografia

### Àlbums d'estudi
- Tempo anima (2017)
- Solo (2018)
- Dolce Vita (2021)
- Milano Demons (2022)

### EP
- Routine (2020)
- Dark Love (2022)